# Californisk flodceder
Californisk Flodceder (Calocedrus decurrens) er et stort stedsegrønt træ i Cypres-familien. Det er hjemmehørende i det vestlige USA, men forekommer også som havetræ i Danmark. Synonym: Libocedrus decurrens.

## Beskrivelse
Californisk Flodceder et et stort træ med en smalt søjleformet krone med afrundet top. Stammen er kort, og sidegrenene er alle opadbuede. Barken er først lysegrøn, men efter kort tid bliver den rødbrun. Ældre grene får efterhånden en mørkt rødbrun bark, og stammebarken bliver grålig og skaller af i plader, som buer udad både foroven og forneden.
Nålene er lange, taglagte og skælagtige med en trekantet, indbøjet spids. Oversiden er blank og klart grøn, mens undersiden er mere gullig. De hanlige blomster er samlet i små stande ved skudspidserne, og hunblomsterne (de senere kogler) er små og spidse med blot 4 (- 6) lyst gulbrune kogleskæl.
Højde x bredde og årlig tilvækst: 35 x 4 m (25 x 10 cm/år). I Danmark bliver højden dog sjældent over 25 m. Disse mål kan fx anvendes, når arten udplantes.

## Hjemsted
Californisk Flodceder er hjemmehørende i det vestlige USA fra det vestlige Oregon gennem Californien til det vestligste Nevada og Baja California i Mexico. Det når i de varmeste dele af området op i højder indtil 3.000 m.
I San Jacinto-bjergene sydøst for Los Angeles, Californien, USA, vokser arten på forholdsvis tør bund sammen med bl.a. Aquilegia formosa (en art af Akeleje), Californisk Eg, Ceanothus cordulatus og Ceanothus leucodermis, Coulter-Fyr, Gul-Fyr, Jeffrey-Fyr, Langnålet Ædelgran, Pedicularis semibarbata (en art af Troldurt), Potentilla glandulosa (en art af Potentil), Quercus chrysolepis (en stedsegrøn art af Eg), Rhododendron occidentale (en art af Rododendron), Ribes nevadense (en art af Ribs) og Toxicodendron diversilobum (en art af Giftsumak)

## Anvendelse
Veddet anvendes til blyanter, men i Europa ses træet kun som prydtræ i haver og parker. Det er hårdført i Danmark, men kan dog skades i meget hård frost. Det er meget tørketolerant.
| Portal | Portal:Botanik |

## Note
1. ↑  Anne Klein og Julie Evens: Vegetation Alliances of Western Riverside County, California Arkiveret 4. marts 2016 hos  Wayback Machine – en kort oversigt over plantesamfundene i Western Riverside County, Californien (sydøst for Los Angeles). (engelsk)